# Карроццьери, Морис
Морис Карроццьери (итал. Moris Carrozzieri; 16 ноября 1980, Джулианова) — итальянский футболист, центральный защитник.

## Карьера
Морис Карроццьери начал карьеру в академии клуба «Кастель-ди-Сангро», откуда перешёл в молодёжный состав «Бари». В 2000 году он был передан в аренду в клуб серии С1 «Фиделис Андрия», а затем в «Джулианову». В 2001 году Карроццьери перешёл, на правах аренды, в команду серии С2 «Мартину», откуда в январе 2002 года перешёл в «Терамо», где в сезоне 2002/03 стал твёрдым игроком основного состава.
Летом 2003 года Карроццьери перешёл в «Сампдорию», в составе которой дебютировал в матче с «Интером», завершившимся со счётом 0:0. Несмотря на то, что в первом сезоне Карроццьери стал игроком основы, во втором сезоне в команде он провёл лишь 6 игр и летом 2005 года был отдан в аренду в клуб серии В, «Ареццо». В составе «Ареццо» Карроццьери стал лидером клуба и достиг с командой стадии плей-офф, которую клуб проиграл и не смог выйти в серию А.
В 2006 году Карроццьери был куплен клубом «Аталанта», выкупившим 50% прав на игрока. 21 сентября 2006 года он вместе с экс-партнёром по «Сампдории», Франческо Флаки, был дисквалифицирован на 2 месяца за то, что футболисты в октябре 2005 года активно делали ставки на исход матчей с участием их команды. Игроки подали апелляцию в Федеральную Комиссию по Апелляции, которая оставила наказание в силе. Вернувшись в состав, Карроццьери вновь стал игроком основы клуба и помог команде сохранить место в серии А. Летом 2007 года Аталанта полностью выкупила контракт Мориса.
25 июня 2008 года Карроццьери перешёл в «Палермо», подписав контракт на 4 года. Сумма трансфера составила 4 млн евро. «Палермо» Морис предпочёл «Наполи», также предлагавший контракт футболисту. В составе «Палермо» Карроццьери быстро стал игроком основного состава, и одним из кумиров тиффози.
23 апреля 2009 года допинг-проба, взятая у Карроццьери после матча с «Торино» 5 апреля, дала положительный результат на бензойлекгонин, являющийся побочным продуктом кокаина. Для футболиста эта проверка стала четвёртой, которую он прошёл. Руководство команды поддержало Карроццьери. Сам футболист полностью признал свою вину и сказал, что готов понести заслуженное наказание. 9 мая Карроццьери был дисквалифицирован на 2 года. После этого решения клуб изменил условия договора с игроком до 50 тыс. евро в год. Кроме этого его лишили возможности тренироваться вместе с командой. Сам Карроццьери сказал:

«За некоторые ошибки приходится платить. Игрок, выступающий на таком уровне, как я, не должен позволять себе подобное. Возможно, у меня был шанс перейти в клуб топ-уровня, но я сжег все мосты, допустив ошибку. Я разрушил свою карьеру. В мире футбола у игроков очень мало друзей. У меня была масса знакомых, но в итоге я узнал, кто действительно поддерживает меня».

15 июля 2011 года, после завершения срока дисквалификации, Карроццьери перешёл в клуб «Лечче».